# Acacia jonesii
Acacia jonesii é uma espécie de leguminosa do gênero Acacia, pertencente à família Fabaceae.